# Nils Petzäll
Nils Petzäll, född 20 februari 1898 i Borås, död 15 juli 1968, var en svensk affärsman och bondkomiker. Petzäll var som komiker känd under namnet Böx i Kôvra. Hans bok Knallar och andra västgötar utkom 1968.